# بركاهوم دريسي
بركاهوم دريسي (مواليد 28 مارس 1989) هي عداءة جزائرية متخصصة في السباقات الطويلة. وقد شاركت في الماراثون بطولة العالم لألعاب القوى 2015 بمدينة بكين في الصين.

## روابط خارجية
- بركاهوم دريسي على موقع الاتحاد الدولي لألعاب القوى (الإنجليزية)